# Default (banda)
Default é uma banda canadense de post-grunge formada em Vancouver em 1999. Desde sua formação eles lançaram quatro álbuns e venderam mais de um milhão de discos. A maioria de fãs são do Canadá, mas eles ganharam popularidade nos Estados Unidos por singles de sucesso como Wasting My Time e "Deny". 

## Integrantes
- Dallas Smith – vocal
- Jeremy Hora – guitarra
- Dave Benedict – baixo
- Danny Craig – bateria

## Discografia
Álbuns de estúdio
- 2001: The Fallout – TVT
- 2003: Elocation – TVT
- 2005: One Thing Remains – TVT
- 2009: Comes and Goes – EMI